# Ариф, Кадер
Кадер Ариф (фр. Kader Arif) — государственный и политический деятель Франции. С 2012 по 2014 год занимал должность министра по делам ветеранов Франции.

## Биография
Родился 3 июля 1959 года в алжирском городе Алжир. Его отец был харки и воевал на стороне французов во время Войны за независимость Алжира. После окончания боевых действий и провозглашения независимости Алжира, Кадер Ариф вместе с родителями переехал жить во Францию. Кадер Ариф окончил Университет Тулузы — Жан Жорес, вступил в Социалистическую партию Франции.
С 1988 по 1992 год был помощником председателя Социалистической партии Лионеля Жоспена. С 1992 по 1998 работал муниципальным служащим в Тулузе. 16 мая 2012 года был назначен министром по делам ветеранов Франции в правительстве Жан-Марка Эро. В марте 2014 года Кадер Ариф был снят с должности после отставки Жан-Марко Эро с поста премьер-министра. 9 апреля 2014 года Ариф был назначен статс-секретарём министра обороны Франции. В ноябре 2014 года Кадер Ариф ушел в отставку с государственной службы Франции.